# Кароль Стриєнський

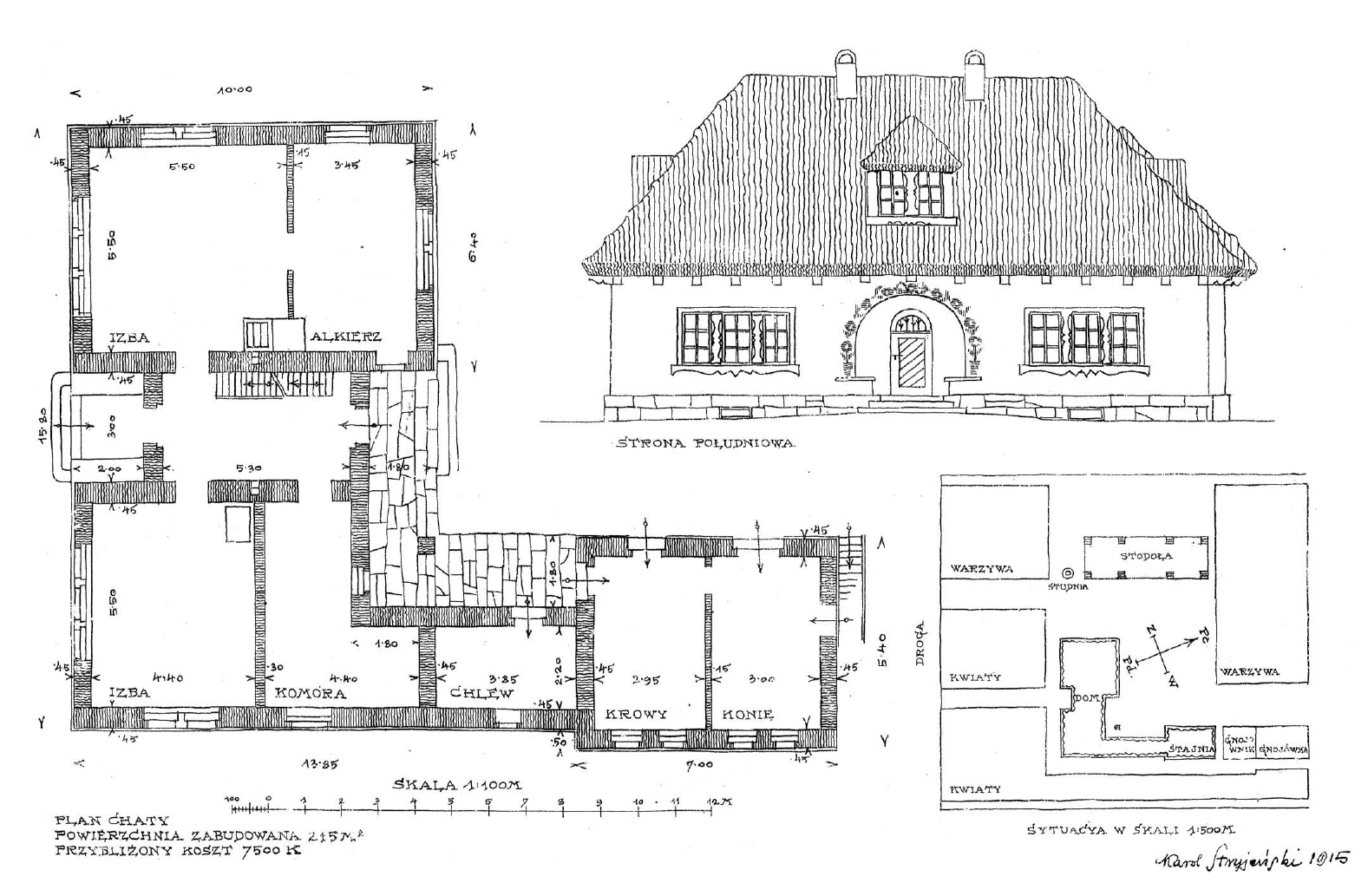
Типовий проєкт двокімнатної хати, опублікований в альбомі «Odbudowa polskiej wsi». 1915 рік

Кароль Стриєнський (пол. Karol Stryjeński, 19 січня 1887, Краків — 21 грудня 1932, там само) — польський архітектор, графік, публіцист, педагог.

## Біографія
Народився 19 січня 1887 року у Краків в сім'ї архітектора Тадеуша Стриєнського і Марії з Бобровницьких.
Середню школу закінчив у Кракові. У 1907—1912 роках вивчав архітектуру в Політехніці Цюриха, згодом, у 1912—1913 — скульптуру в паризькій Школі мистецтв. Деякий час жив у Кракові, працював в архітектурному бюро свого батька, а згодом у магістраті. Одружився з Зофією з Любанських, відомою польською художницею. На початку Першої світової війни вступив до Легіонів польських, однак через стан здоров'я був незабаром звільнений від служби. Разом із Єжи Вархаловським і Войцехом Ястшембовським організував «Краківські майстерні» (пол. Warsztaty Krakowskie), якими керував під час війни. 1916 року заснував видавництво «Fala».
Від 1922 року директор Школи дерев'яного промислу в Закопаному. Там же спільно зі Стефаном Яном Меєром і Мар'яном Віммером заснував архітектурне бюро. Більшість матеріалів, пов'язаних із діяльністю цього бюро втрачена. Відомо лише про кілька створених проєктів. Окрім архітектури Стриєнський проєктував також меблі, килими, іграшки, займався книжковою графікою. На всесвітній виставці в Парижі 1925 року отримав низку нагород за власні роботи. Гран прі у трьох номінаціях і однією золотою медаллю відзначено також вироби очолюваної ним школи. Член товариства «Мистецтво підгалянське» («Sztuka Podhalańska»), був зокрема його віце-президентом. Президент лижної секції Польського товариства Татр.
1927 року іменований професором у Варшавській академії мистецтв на кафедрі монументальної скульптури і технік металу. 1929 року заснував скульптурну майстерню «Forma», де працювали студенти академії. Один із співзасновників Інституту пропаганди мистецтва. Від 1930 року був членом ради інституту, а від 1 січня 1932 року — директором. У січні заснував лодзьке відділення інституту, зокрема 25 січня відкрив першу виставку в Лодзі. Помер 21 грудня 1932 року у Кракові, похований там же в родинному гробівці. 27 квітня 1933 року перепохований на старому цвинтарі Закопаного. На його могилі встановлено хрест авторства Антонія Кенара, одного з учнів Стриєнського.
Роботи
- Проєкт дому з дешевими квартирами на 8 родин. Також будинки на 4 родини для робітничої колонії. Розроблені у співавторстві з Тадеушем Стриєнським для краківської Виставки архітектури та інтер'єрів у садовому оточенні, призначеної на 1912 рік. Обидва проєкти здобули перші місця у відповідних номінаціях на конкурсі 1911 року, організованому комітетом виставки і Делегацією архітекторів польських.[2] На виставці експонувався макет 8-квартирного будинку.[3]
- Проєкт нового будинку Львівського університету на нинішній вулиці Грушевського. Виконаний спільно з Тадеушем Стриєнським для конкурсу 1913 року. Опублікований у збірці, присвяченій конкурсу.[4]
- Конкурсний проєкт маєтку Влодків у Неговичі. 1913 рік, співавтор Войцех Ястшембовський. Не здобув призових місць, але був придбаний журі. Було відзначено план, як один із найкращих (серед 56 надісланих на конкурс праць).[5]
- Типовий проєкт двокімнатної сільської хати зі стодолою, створений для виданої 1915 року збірки «Odbudowa polskiej wsi» (Відбудова польського села).[6]
- Проєкти типових військових надгробків, створених на спільний конкурс товариства «Польське ужиткове мистецтво», Краківського технічно-промислового музею і Спілки товариств охорони краси краю. Одна робота здобула перше місце, ще одна отримала відзнаку. Опубліковані в каталозі 1916 року.[7]
- Типові проєкти ремісничих будинків і корчми, створені для збірки «Odbudowa polskiego miasteczka» (Відбудова польського містечка), виданої 1916 року.[8]
- Генеральний план Закопаного. Розроблений для конкурсу 1922 року, на якому здобув перше місце.[9]
- Меблі та інші деталі інтер'єру польського павільйону на всесвітній виставці в Парижі 1925 року. Кіоски на Еспланаді інвалідів, «Крами» Товариства підтримки промислу і здобництва народного у Варшаві.[10]
- Павільйон Інституту пропаганди мистецтва. Збудований 1931 року на вулиці Крулевській у Варшаві. Ескіз павільйону обраний на закритому конкурсі серед чотирьох претендентів.[11]
- Проєкт письмового столу для закордонних офісів Міністерства закордонних справ Польщі. 1927 рік. Проєкт спальні для потреб того ж міністерства у Стогкольмі.[12]
- Вілла «Божидар» на вулиці Ягеллонській у Закопаному. 1928 рік. Робота спілки Стриєнського зі Стефаном Яном Меєром і Мар'яном Віммером.
- Конкурсний проєкт пам'ятника об'єднання польських земель у Гдині. 1931 рік. Співавтор Ян Щепковський. Не здобув нагород, але був придбаний журі.
- Туристична база в Долині п'яти ставів (втрачена).
- Інтер'єри туристичної бази в Халі Гонсеніцовій.
- Дім доктора Новотного на Губалувці в Закопаному.
- Трамплін Велика Кроква на горі Крокві в Закопаному.
- Мавзолей Каспровичів у Закопаному.